# Futebolista sul-americano do ano 1983
O premio de jogador sul-americano do ano, foi atribuído a partir do ano de 1971 Até 1992
pelo jornal venezuelano "El Mundo". Este premio foi aberto para qualquer jogador sul-americano e foi reconhecído como oficial até o ano de 1985, sendo substituído posteriormente pelo jornal uruguaio, "El País", que recebeu status de oficial em 1986, passando a nomear, o "Rei de futebol da América", Elegendo somente jogadores sul-americanos e de clubes da América do Sul.

## Melhores jogadores do ano
Escolhidos Pelo diário venezuelano "El Mundo", por escritores de futebol da America do Sul. Qualquer jogador sul-americano era  elegível, não importando qual país ou continente ele jogasse.

Top 10
Vencedores
```
 1. SÓCRATES Souza Vieira de Oliveira     Brasil     
  Corinthians (Bra)

 2. Ubaldo FILLOL                         Argentina  
  Argentinos Juniors (Arg)

 3. EDER Aleixo de Assis                  Brasil     
  Atletico Mineiro (Arg)
```

```
 4. Fernando MORENA                       Uruguai    
  Peñarol (Uru)

 5. Víctor DIOGO                          Uruguai    
  Peñarol (Uru)

 6. Ricardo GARECA                        Argentina  
  Boca Juniors (Arg)

 7. Rodolfo RODRIGUEZ                     Uruguai    
  Santos (Bra)

 8. Carlos AGUILERA                       Uruguai    
  Nacional (Uru)

 9. Leovegildo Lins Gama "JUNIOR"         Brasil     
  Flamengo (Bra)

 10.Jorge ARAVENA                         Chile      
  Universidad Católica (Chi)

  Ruben PAZ                               Uruguai    
  Peñarol (Uru)
```